# South Tarawa
South Tarawa znana również jako Teinainano Urban Council albo TUC – jednostka administracyjna Kiribati w południowej części atolu Tarawa. Tworzą ją wysepki ciągnące od Bairiki (stolica Kiribati) na zachodzie po Bonriki na wschodzie (siedziba prezydenta i większości ministerstw na Bairiki, miejsce obrad parlamentu na Ambo); władze sądownicze na Betio; port morski, lotnisko; jeden z kampusów Uniwersytetu Południowego Pacyfiku.